# Borrelia anserina
Borrelia anserina es una especie bacteriana perteneciente al filo Spirochaetota que provoca infección en ciertas especies animales, entre otras, la enfermedad aviar denominada espiroquetosis aviar. 
Algunas características de esta bacteria son: mide 0,2-0,3 x 8-20 μm, presenta 5-8 vueltas, posee filamentos axiales y es muy móvil.

## Cultivo
Borrelia anserina solía mantenerse en huevos embrionarios de pollo o por pases en serie en pollos domésticos hasta que en 1986 se descubrió que podía ser cultivada en medio Barbour-Stoenner-Kelly (BSK). Esto facilitó e hizo más costeables las futuras investigaciones aunque el patógeno pierde virulencia después de los doce pases. El cultivo en laboratorio constituye un método diagnóstico en borreliosis y espirochetosis aviar y, actualmente,  B. anserina puede detectarse fácilmente en muestras de sangre mediante la tinción de May-Grünwald Giemsa.
Las células de B. anserina, observadas al microscopio electrónico, presentan flagelos insertados en sus extremos y un citoplasma densamente repleto de ribosomas y estructuras similares al mesosoma. Estas células, en comparación con Borrelia burgdorferi, poseen una longitud de onda más corta y, sin embargo, la membrana externa de ambas aparece cubierta de una capa superficial con una subestructura de estriaciones finas.  En comparación con Borrelia recurrentis, las células de B. anserina son más delgadas,  menos puntiagudas y contienen flagelos envueltos y en menor número.

## Patogenia

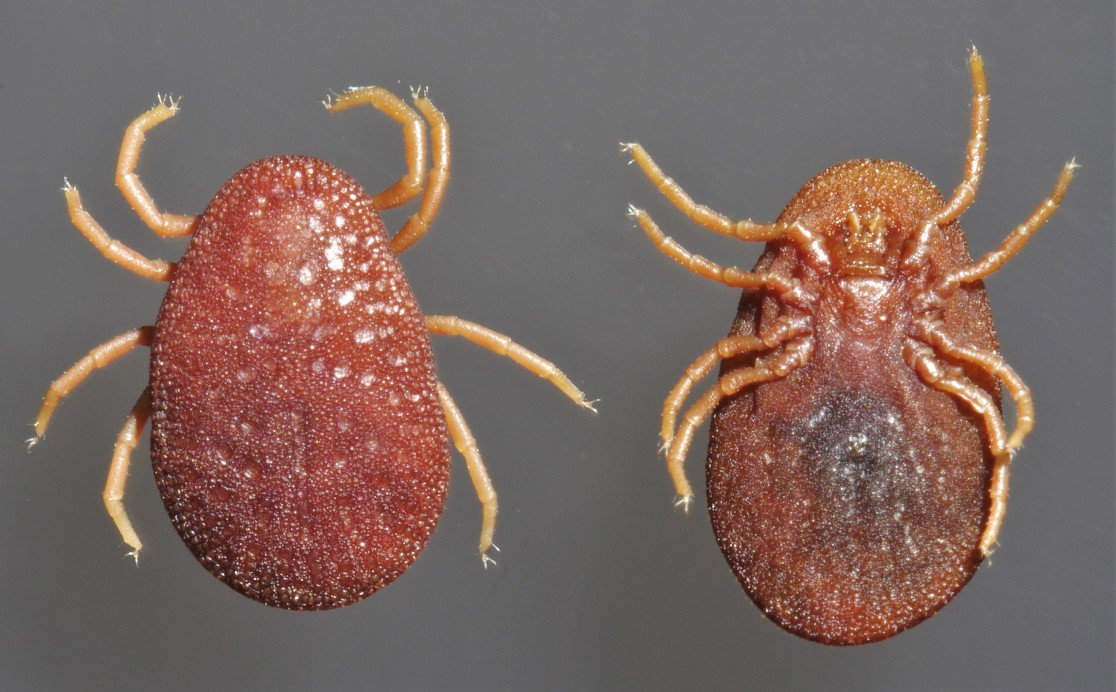
Vista dorsal de una garrapata Argas persicus.

Borrelia anserina es la causante de una enfermedad denominada espiroquetosis aviar. Esta afecta a diferentes especies de aves y es transmitida por garrapatas de los géneros Argasidae y Ornithodoros.Es una enfermedad importante en áreas tropicales y subtropicales donde se encuentran estos parásitos, vectores biológicos de la enfermedad. El vector biológico más común es Argas persicus pero otras especies de Argas transmiten la bacteria en diferentes áreas geográficas. En Estados Unidos, por ejemplo, la responsable es Argas sanchezi. Sin embargo, B. anserina no ha sido nunca aislada en aves suecas porque el vector no está presente en el norte de Europa. 
Existen también otros vectores que pueden transmitir la espiroquetosis a un huésped susceptible como son: piojos, mosquitos y objetos inanimados, siempre y cuando el aparato de perforación esté contaminado con sangre contenedora de Borrelia anserina.
La espiroquetosis aviar afecta con mayor severidad a las aves jóvenes y de diferentes especies incluyendo: pollos, pavos, faisanes, patos y gansos, así como aves de caza.
El curso de la enfermedad es de una a dos semanas y se puede identificar fácilmente en los estadios primarios por la aparición de una diarrea de excrementos verdes (mayor concentración de uratos). Otros síntomas posteriores de la infección de B. anserina son: anemia, deshidratación, moderado o intenso temblor,  rizado de plumas, inactividad, depresión y anorexia. Finalmente, en las etapas terminales de la enfermedad, aparece fiebre y parálisis.
Los infectados que sobreviven adquieren inmunidad de por vida.

## Diagnóstico
El diagnóstico de la espiroquetosis aviar se basa en la identificación de Borrelia anserina en sangre. Esto puede llevarse a cabo mediante la tinción de May-Grünwald Giemsa, visualización en microscopio de campo oscuro o PCR. En las aves jóvenes encontramos muchos individuos de patógeno por campo de inmersión y pueden perdurar durante varios días, mientas que en aves adultas se detectan con dificultad y solo se mantiene durante uno o dos días.
Se han descrito otros métodos de diagnóstico como difusión en gel de agar y pruebas serológicas pero su veracidad es cuestionable debido a la gran diversidad de serotipos que existen.

## Tratamiento
Los antibióticos que incluyen penicilina, estreptomicina, cloranfenicol, tilosina y tetraciclinas son eficaces en el tratamiento de la enfermedad siempre y cuando este se inicie cuando el número de espiroquetas por campo es bajo o moderado. Por el contrario, si la cantidad de bacterias en sangre es muy elevada, la liberación repentina de productos de degradación debida al tratamiento puede resultar en una mortalidad más alta que en animales sin medicar.
La inmunización puede ser otro tratamiento efectivo contra Borrelia anserina, con vacunas inactivadas. Sin embargo, el método más común de prevención de la infección por garrapatas es mediante el uso de ectoparasiticidas.